# Biến thiên lãnh thổ của Canada

Ảnh động về biến thiên biên giới và danh xưng các tỉnh và lãnh thổ của Canada

Biến thiên lãnh thổ của Canada bắt đầu từ ngày 1 tháng 7 năm 1867, khi ba thuộc địa của Anh Quốc tại Bắc Mỹ thống nhất thành Quốc gia tự trị Canada. Một trong các thuộc địa này được phân thành hai tỉnh mới, và ba thuộc địa khác gia nhập sau đó. Canada tiếp tục phát triển thêm các tỉnh và lãnh thổ mới và biến thiên trong nhiều thập niên thành một quốc gia có chủ quyền hoàn toàn.
Trước khi là bộ phận của Bắc Mỹ thuộc Anh, các lãnh thổ cấu thành của Quốc gia tự trị Canada là bộ phận của Canada và Acadia thuộc Tân Pháp, chúng dần được nhượng cho Anh Quốc sau khi Pháp thất bại trong một số cuộc chiến. Ảnh hưởng của Pháp vẫn tồn tại như tiếng Pháp phổ biến tại các tỉnh ban đầu của Canada và vẫn là một trong hai ngôn ngữ chính thức của quốc gia.
Công ty Vịnh Hudson của Anh được độc quyền về mậu dịch tại Lãnh thổ Rupert, sáp nhập lãnh thổ do công ty này quản lý là biến thiên lãnh thổ chủ yếu của Canada. Khu vực trở thành Thuộc địa British Columbia bị yêu sách là bộ phận của Tân Tây Ban Nha và châu Mỹ thuộc Nga tương ứng đến năm 1793 và 1825, và trong một thời gian từng chia sẻ với Hoa Kỳ khu vực mà người Mỹ gọi là Xứ Oregon, kết thúc vào năm 1846 khi biên giới được xác định.
Từ khi hình thành, biên giới bên ngoài của Canada thay đổi bảy lần, và phát triển từ bốn tỉnh khi liên bang hóa cho đến mười tỉnh và ba lãnh thổ. Canada chỉ để mất một bộ phận lãnh thổ đáng kể trong tranh chấp biên giới với Quốc gia tự trị Newfoundland về Labrador, quốc gia này sau đó gia nhập Canada với vị thế là một tỉnh.

## Thời gian biểu
| Ngày                 | Sự kiện | Bản đồ |
| -------------------- | --- | ------ |
| 1 tháng 7 năm 1867   | Quốc gia tự trị Canada được hợp thành từ ba lãnh thổ của Bắc Mỹ thuộc Anh: - Tỉnh Canada được chia thành hai tỉnh Ontario và Québec tại sông Ottawa - Tỉnh New Brunswick - Tỉng Nova Scotia. Thủ đô đặt tại Ottawa. Canada kế thừa khu vực đảo Machias Seal vào đá Bắc còn đang tranh chấp với Hoa Kỳ. |        |
| 15 tháng 7 năm 1870  | Anh Quốc chuyển giao hầu hết lãnh thổ còn lại của họ tại Bắc Mỹ cho Canada, với Đất Rupert và Lãnh thổ Tây-Bắc trở thành Các lãnh thổ Tây-Bắc. Đạo luật Đất Rupert 1868 chuyển giao khu vực cho Canada vào năm 1869, song thực tế chuyển giao chỉ hoàn thành vào năm 1870 khi 300.000 bảng được trả cho Công ty Vịnh Hudson. Đây là thương vụ lãnh thổ lớn nhất trong lịch sử Canada. Năm 1870, Đạo luật Manitoba có hiệu lực, và một khu vực có diện tích lớn của khu vực mới thu được này nằm gần thành phố Winnipeg được lập thành tỉnh Manitoba.                                                                                         |        |
| 20 tháng 7 năm 1871  | Thuộc địa British Columbia gia nhập Canada với vị thế là tỉnh thứ sáu. British Columbia gia nhập Canadia sau Đại tranh luận liên bang hóa vào mùa zuân năm 1870 và Đàm phán liên bang hóa vào mùa hè và mùa đông sau đó. |        |
| 1 tháng 7 năm 1873   | Thuộc địa Đảo Hoàng tử Edward của Anh gia nhập Canada với vị thế là tỉnh thứ bảy theo sắc lệnh của Xu mật viện Đế quốc (và được đảm bảo một liên kết bằng phà theo các điều khoản liên hiệp, điều khoản này bị loại bỏ khi hoàn thành cầu Confederation vào năm 1997). |        |
| 26 tháng 6 năm 1874  | Biên giới của Ontario được mở rộng tạm thời về phía bắc và tây. Do khi tỉnh Canada thành lập, biên giới tỉnh này chưa hoàn toàn minh bạch, và Ontario yêu sách lãnh thổ đến Dãy núi Rocky và Bắc Băng Dương. Khi Canada thu được Đất Rupert, Ontario quan tâm đến xác định rõ biên giới của mình, đặc biệt là do một số bộ phận thuộc khu vực mà họ quan tâm đang phát triển nhanh chóng. Sau khi chính phủ liên bang yêu cầu Ontario trả tiền để xây dựng tại khu vực tranh chấp mới, tỉnh yêu cầu thảo luận cụ thể về giới hạn của mình, và biên giới được chuyển về phía bắc đến vĩ tuyến 51°.                                            |        |
| 7 tháng 10 năm 1876  | Khu vực Keewatin được thành lập khi Đạo luật Keewatin được thông qua vào ngày 7 tháng 10 năm 1876 từ một dải trung tâm tách từ Các lãnh thổ Tây-Bắc, nhằm lập chính quyền cho khu vực đang phát triển nằm tại phía bắc của Manitoba và phía tây của Ontario. |        |
| 1 tháng 9 năm 1880   | Anh Quốc chuyển giao Quần đảo Bắc Cực cho Canada, chúng trở thành bộ phận của Các lãnh thổ Tây-Bắc. |        |
| 1 tháng 7 năm 1881   | Biên giới của Manitoba được mở rộng sang phía đông từ Khu vực Keewatin đến biên giới phía tây của Ontario. Do biên giới phía đông của tỉnh được xác định là "biên giới phía tây của Ontario", biên giới chưa được xác định rõ ràng, Ontario tranh chấp một phần khu vực mới với Manitoba. |        |
| 7 tháng 5 năm 1886   | Biên giới phía tây nam của Khu vực Keewatin được điều chỉnh để phù hợp với ranh giới của các khu vực tạm thời của các Lãnh thổ Tây-Bắc được tạo ra vào năm 1882, một số vùng đất được trả lại cho Các lãnh thổ Tây Bắc. Các khu vực tạm thời là Alberta, Athabasca, Assiniboia và Saskatchewan, chúng vẫn là các khu vực hành chính thuộc Các lãnh thổ Tây-Bắc chứ không có vị thế như Khu vực Keewatin. |        |
| 12 tháng 8 năm 1889  | Tranh chấp giữa Manitoba và Ontario kết thúc khi biên giới của Ontario được xác định theo Đạo luật Canada (Ontario Boundary) 1889, mở rộng tỉnh này về phía tây đến hồ Woods và về phía bắc đến sông Albany. |        |
| 2 tháng 10 năm 1895  | Keewatin bao gồm bộ phận của Các lãnh thổ Tây-Bắc nằm tại phía bắc của Manitoba trên đại lục, và toàn bộ các đảo trong vịnh Hudson, James, và Ungava. Bộ phận nằm giữa Khu vực Keewatin, Ontario, và vịnh Hudson không thuộc khu vực nào, và được Xu mật viện Đế quốc phân cho Khu vực Keewatin. Có thêm bốn khu vực lâm thời thuộc Các lãnh thổ Tây Bắc là Yukon, Ungava, Mackenzie, và Franklin. |        |
| 18 tháng 12 năm 1897 | Biên giới của các khu vực tạm thời thuộc Các lãnh thổ Tây Bắc và khu vực Keewatin được tái điều chỉnh, do mô tả không rõ ràng về biên giới ban đầu. |        |
| 13 tháng 6 năm 1898  | Lãnh thổ Yukon được thành lập từ Khu vực Yukon tại bộ phận phía tây bắc của Các lãnh thổ Tây-Bắc, và Đạo luật khuếch trương biên giới Québec 1898 mở rộng biên giới của Québec về phía bắc đến sông Eastmain. |        |
| 23 tháng 5 năm 1901  | Biên giới phía đông của Lãnh thổ Yukon được điều chỉnh đến sông Peel, để biên giới không vượt qua một lưu vực sông, và cũng bao gồm thêm một số đảo. |        |
| 20 tháng 10 năm 1903 | Tranh chấp biên giới Alaska được giải quyết với lợi ích chủ yếu thuộc về Hoa Kỳ. |        |
| 1 tháng 9 năm 1905   | Các tỉnh Alberta và Saskatchewan được thành lập từ Các lãnh thổ Tây Bắc. Biên giới phía tây của Saskatchewan và biên giới phía đông của Alberta đi trùng với kinh tuyến 110°T. Biên giới phía đông của Saskatchewan không đi theo kinh tuyến, mà theo một đường phân chia đất kiểu bậc thang. Biên giới phía nam và phía bắc của Alberta cũng tương tự như của Saskatchewan: biên giới phía nam là biên giới Canada-Hoa Kỳ hay vĩ tuyến 49°B còn biên giới phía bắc là vĩ tuyến 60°B. Biên giới phía tây của Alberta đi dọc theo các đỉnh của Dãy núi Rocky sau đó duỗi thẳng về phía bắc đến vĩ tuyến 60°B và Khu vực Keewatin bị giải thể. |        |
| 1906                 | Đạo luật Các lãnh thổ Tây Bắc được thông qua vào năm 1906, loại bỏ dấu nối trong danh xưng của lãnh thổ. |        |
| 15 tháng 5 năm 1912  | Manitoba, Ontario, và Québec đều được khuếch trương lãnh thổ đến biên giới hiện tại của họ. Cáclãnh thổ Tây Bắc từ đó chỉ nằm tại phía bắc từ vĩ tuyến 60°B (ngoại trừ các đảo trong vịnh Hudson và James) với ba khu vực là Keewatin, Mackenzie và Franklin. |        |
| 1925                 | Biên giới của Các lãnh thổ Tây Bắc được mở rộng, chúng kéo dài về phía bắc đến Bắc Cực. |        |
| 11 tháng 3 năm 1927  | Ủy ban Tư pháp của Xu mật viện Anh Quốc quyết định về tranh chấp biên giới của Labrador giữa Quốc gia tự trị Canada và Quốc gia tự trị Newfoundland, theo hướng ủng hộ Newfoundland. Canada lập luận rằng Labrador chỉ là một dải đất ngắn dọc bờ biển, và phần còn lại mà Newfoundland yêu sách là bộ phận của Québec. Newfoundland lập luận rằng biên giới của Labrador đi xa vào nội lục. Ủy ban Tư pháp phán quyết ủng hộ Newfoundland, dựa trên định nghĩa biên giới được quy định trong pháp luật Anh Quốc vào đầu thế kỷ 19. Đến nay Quebec vẫn chưa chấp nhận quyết định này.                                                        |        |
| 31 tháng 3 năm 1949  | Quốc gia tự trị Newfoundland cùng lãnh thổ Labrador của nó gia nhập Canada với vị thế là tỉnh thứ 10 với danh xưng Newfoundland theo Đạo luật Bắc Mỹ thuộc Anh 1949. |        |
| 1 tháng 4 năm, 1999  | Lãnh thổ Nunavut được thành lập từ Các lãnh thổ Tây Bắc. Các khu vực tạm thời không còn là các khu vực hành chính của Các lãnh thổ Tây Bắc. |        |
| 6 tháng 12 năm 2001  | Tỉnh Newfoundland đổi danh xưng thành Newfoundland và Labrador theo Tu chính án hiến pháp 2001 (Newfoundland và Labrador). |        |
| 1 tháng 4 năm 2003   | Danh xưng của Lãnh thổ Yukon được giản hóa thành Yukon. |        |